# B. Monkey
B. Monkey é um filme de suspense e romance de 1998, dirigido por Michael Radford.

## Enredo
Beatrice é uma ladra de jóias, uma italiana em Londres, que tem como parceiro Bruno. Ela e Bruno vivem com Paul, que é amante de Bruno e de um mundo perigoso. Cada um dos três amam-se uns aos outros. Beatriz sai do jogo, Paulo e Bruno dividem-se, e um professor da escola primária chamado Alan entra na vida de Beatrice. Ele começa um romance com ela, com jantares e uma viagem a Paris para dançar num clube de jazz. Paul enfrenta pressão para pagar, Bruno quer outra solução, e Beatrice pode não ser capaz de fazer isso. A sua disputa com Paul e Bruno não pode ser facilmente cortada.

## Elenco
- Asia Argento ...  Beatrice
- Jared Harris ...  Alan Furnace
- Rupert Everett ...  Paul Neville
- Jonathan Rhys Meyers ...  Bruno
- Julie T. Wallace ...  Mrs. Sturge
- Ian Hart ...  Steve Davis
- Tim Woodward ...  Frank Rice
- Bryan Pringle ...  Goodchild
- Clare Higgins ...  Ms. Cherry
- Simone Bowkett ...  Angie
- Marc Warren ...  Terence
- Camilo Gallardo ...  Barman
- Michael Carlin ...  Carlo
- Paul Ireland ...  Barman
- Elizabeth Ash ...  Enfermeira

## Recepção
No agregador de críticas Rotten Tomatoes, na pontuação onde a equipe do site categoriza as opiniões da grande mídia e da mídia independente apenas como positivas ou negativas, tem um índice de aprovação de 63% calculado com base em 19 comentários dos críticos. Por comparação, com as mesmas opiniões sendo calculadas usando uma média aritmética ponderada, a nota alcançada é 5,7/10.
Em outro agregador, o Metacritic, que calcula as notas das opiniões usando somente uma média aritmética ponderada de determinados veículos de comunicação em maior parte da grande mídia, tem uma pontuação de 49/100, alcançada com base em 10 avaliações da imprensa anexadas no site, com a indicação de "revisões mistas ou neutras".